# Calceolaria tenella
Calceolaria tenella là một loài thực vật có hoa trong họ Calceolariaceae. Loài này được Poepp. mô tả khoa học đầu tiên năm 1845.